# 岡村麻純
岡村 麻純（おかむら ますみ、1984年7月31日 - ）は、日本のタレント、女優、元グラビアアイドル、声優である。2008年以降はスポーツや食分野においてライターとしても活動している。所属事務所は株式会社アイエス・フィールドである。

## 来歴・人物
- 神奈川県横浜市出身。
- 神奈川県立柏陽高等学校を経て、お茶の水女子大学生活科学部生活環境学科食物科学講座（現在の食物栄養学科）卒業。
- 愛称のオカパネは中央競馬の三冠牝馬になったアパパネに因んで同馬のオーナーが岡村に付けた愛称の事だと言う。
- 温泉ソムリエ、着付け3級、食生活アドバイザー2級、エレクトーングレード6級、普通自動車免許を所持。
- 就職活動中にスカウトされたのがデビューの契機となり、以後、大学在学時から芸能活動を行なっている。
- 姉はTBS社会部記者で元アナウンサーの岡村仁美。TBSラジオの番組で共演したことが何回もある。本人は姉がよき理解者・助言者となっているとも述べている。また、弟もいる。
- 趣味はサッカー観戦、野球観戦他、横浜DeNAベイスターズのファン、料理。
- 2007年8月、「明石家さんちゃんねる」専属女子アナオーディション最終選考まで残った。
- 2007年12月25日　初の写真集「白日夢」が発売された。
- 2008年8月に公式ファンクラブが発足した。
- 2012年3月23日、一般人男性と結婚することが明らかになる[1]。5月1日に結婚式を執り行った[2]。
- 2013年5月26日開催の第80回記念日本ダービーで自分が好きなキズナが優勝した際に涙を流した。
- 2013年12月21日付スポーツニッポンのコラムにて「2014年5月に第1子出産予定」であることを明かす[3]。こうした事情もあり、同年12月22日をもって「BSイレブン競馬中継」「うまナビ!イレブン」を降板。「競馬中継」のエンディングでは人目憚らずに大泣きした[4]。
- 2014年4月6日、第一子（長男）を出産[5]。
- 2016年11月、第二子の妊娠をブログで発表。
- 2017年4月、第二子（長女）を出産。

## 出演

### テレビ
- ニューロンの回廊（BS日テレ）
- 天使らんまん（2006年7月11日放送分）
- ラジかるッ（2007年3月9日放送、日本テレビ） - 「温泉ミシュラン」コーナーのゲスト
- 明石家さんちゃんねる（2007年7・8月ごろ放送、TBS系列全国ネット）
- 平成教育予備校（2008年7月20日放送、フジテレビ系列全国ネット）
- はねるのトびら 「奥手だらけの水泳大会」（2008年7月23日 フジテレビ系列全国ネット）
- カルチャーSHOwQ〜21世紀テレビ検定〜（2008年9月8日放送で初出場し以後数回出演、tvkほか東名阪ネット6）
- 競馬予想TV!（2008年9月13日 - 2010年12月25日、フジテレビTWO（毎週土曜日放送））
- Beach Angels（初回放送2008年9月13日深夜、TBSチャンネル） - ロケ地はモルディブ
- 帰ってきた!激論!ベイスターズ・ナイト（2010年12月31日から越年、tvk）
- BSイレブン競馬中継（2011年1月5日 - 2013年12月22日、日本BS放送） - 主に日曜日MC担当
- うまナビ!イレブン（同上　中央競馬ハイライト番組） - 主に日曜日MC担当

### テレビドラマ
- ギャルサー（2006年4月 - 6月放送、日本テレビ系列全国ネット） - ユウコ 役
- ヒットメーカー 阿久悠物語（2008年8月1日放送、日本テレビ系列全国ネット） - 『スター誕生!』オーディション出場者・田口由依役
- 金曜ドラマ・おひとりさま（2009年10月 - 12月放送、TBS系列全国ネット） - 加藤早紀役
- 土曜ワイド劇場・逆転報道の女2（2013年3月23日放送、朝日放送系列全国ネット）

### テレビアニメ
- 闘牌伝説アカギ 〜闇に舞い降りた天才〜（2005年10月 - 2006年3月、日本テレビほか） - 「日テレ雀ニック」の一員として本編終了後のミニコーナーに出演
- DEATH NOTE（2006年10月 - 2007年4月、日本テレビほか） - 高田清美 役（第一部）
- ONE OUTS（2008年10月 - 2009年3月、日本テレビほか） - 本編終了後のミニコーナー『GO!GO!リカオンズ ONE OUTS スコアブック』のスコアラー（ナビゲーター）

### ラジオ
- GAKU-Shock（2006年8月13日ほか数回出演、TBSラジオ）
- エキサイトベースボールマネージャーズ（2007年度は不定期・2008年度は正式にレギュラー出演、TBSラジオ）
- 三浦大輔の輝け!ベイスターズ （2009年10月6日 - 2010年3月25日、TBSラジオ（火〜金曜日・17:50 - 18:00））

### 舞台
- 偽伝、樋口一葉（2006年12月6日 - 10日、アロッタファジャイナ）
- ルドンの黙示（2008年8月20日 - 24日、アロッタファジャイナ、於：新国立劇場小劇場） - オーリア 役

## 作品

### 写真集
- 岡村麻純1st写真集「白日夢」（2007年12月、彩文館出版） ISBN 4775602713  撮影：加納典譲

### DVD
- Doki 〜The First〜（2007年6月、トリコ）
- Doki Doki（2007年11月、トリコ）
- ピュール（2008年7月、竹書房）
- どき ドキ Doki（2008年11月、トリコ）
- Doki Complete BOX（2008年11月、トリコ）

2007年に発売された「Doki 〜The First〜」「Doki Doki」と「どき ドキ Doki」の3作3枚によるDVDボックス。「どき ドキ Doki」と同時発売。

### Vシネマ
- グラビアヒロイン サイコダイバー（2007年 ZENピクチャーズ）
- 戦慄ショートショート コワバナ 恐噺 悪夢日和り（2012年 トリコ）

## その他
- NTT東日本 チラシ広告（2006年）
- カラダは水中運動でよみがえる （2008年 学習研究社）ISBN 9784054038158 写真モデルとして